# کاروانسرای آجری پل دلاک
کاروانسرای آجری پل دلاک مربوط به دوره صفوی است و در شهرستان قم، بخش مرکزی، بیرون روستای ملک‌آباد، کنار پل دلاک واقع شده است. این اثر در تاریخ ۱۹ اسفند ۱۳۸۰ با شمارهٔ ثبت ۴۸۶۶ به عنوان یکی از آثار ملی ایران به ثبت رسیده است.